# Kurt Almqvist
Pour les articles homonymes, voir Almqvist.
Kurt Harald Almqvist, né le 11 mars 1912 à Falun et mort le 8 avril 2001, est un écrivain suédois, poète, figure intellectuelle et spirituelle, représentant de l'école traditionaliste et de la philosophie pérenne.

## Biographie
Après un premier diplôme à Falun en 1930, Kurt Almqvist s'installe à Stockholm pour s'intéresser, entre autres, à l'histoire de la littérature. Il étudie pendant quelques années en Allemagne, en Italie, en France et en Estonie puis à l'Université d'Uppsala et à l'Université de Stockholm.
Vers 1941, il commence un doctorat en langues romanes à Uppsala, et apprend également à lire l'arabe et le russe. Almqvist obtient  une licence en langues romanes à l'Université d'Uppsala en 1948 et un doctorat en 1951 avec une édition savante des poèmes du troubadour provençal Guilhem Ademar, préparée pendant deux ans à l'École nationale des chartes et à la Bibliothèque nationale à Paris.
Almqvist travaille ensuite comme professeur de langues romanes à l'Université d'Uppsala 1951-1954 et est également chargé de cours en anglais, français, espagnol et russe aux lycées d'Avesta, de Stockholm et de Strängnäs.
En dehors de ses recherches sur les langues, Almqvist cultive aussi des intérêts esthétiques et spirituels. Il publie des poèmes dans des revues littéraires et débute  en 1945 avec le recueil de poèmes Vallfärd till mitten.
Il a  toutefois consacré la plus grande part de ses écrits à l'introduction de la sagesse intemporelle ou philosophie pérenne en Suède. Au début des années 1940, il est entré en contact avec le  métaphysicien Frithjof Schuon. Le contact s'est fait par l'intermédiaire de son frère, le diplomate Karl Fredrik Almqvist. En deux volumes, Kurt Almqvist présente les œuvres et la philosophie de René Guénon et les enseignements de Frithjof Schuon sur la spiritualité et l'unité transcendante des religions. Il a souvent contribué à la revue trimestrielle Studies in Comparative Religion, traitant du symbolisme religieux et de la perspective traditionaliste.  Avec Tage Lindbom, il fait partie des premiers représentants de l'école traditionnelle en Suède.
La bibliothèque et les archives de Kurt Almqvist sont désormais accessibles au public à Sigtunastiftelsen. La collection de livres reflète les traditions mystiques des religions du monde ainsi qu'une forme universelle et occidentale de soufisme.

## Œuvres en suédois
- Vallfärd till mitten: dikter, Stockholm, 1945.
- Den glömda dimensionen, Stockholm, 1959.
- Gryningen är pärlemor: dikter, Stockholm, 1959.
- Ögonblick : en lyrisk årsrunda, Stockholm, 1964.
- Livklädnaden som revs sönder, Stockholm, 1967.
- Tidlös besinning i besinningslös tid, Ur Frithjof Schuons verk, Stockholm, 1973[5].
- I tjänst hos det Enda: ur René Guénons verk, Stockholm, 1977.
- Människan: det glömda templet, Hudiksvall, 1984.
- Himmelsstegen: om människans möjlighet att finna en väg till Gud, Delsbo, 1986.
- Genom tingens portar: meditationer, Delsbo, 1989.
- Ordet är dig nära: om uppenbarelsen i hjärtat och i religionerna, Delsbo, 1994[6].

## Ouvrages en français
- Poésies du troubadour Guilhem Adémar / publiées avec introduction, notes et glossaires par Kurt Almqvist (dissertation), Uppsala: Almqvist & Wiksell, 1951
- La Fontaine de la Croix; Le Nénuphar Blanc (poèmes), Soleils No. 4 / 1963
- Temple du cœur, Temple du corps, Études Traditionnelles, No. 378-379, 1963.
- Les trois cercles de l'existence, Études Traditionnelles, No. 393, 1966.
- Aspects de l'idolâtrie teilhardienne, Études Traditionnelles, No. 409-410, 1968.
- Être Soi-même, Études Traditionnelles, No. 470, 1980[7].

## Articles en anglais
- Temple of the Heart, Temple of the Body, Tomorrow, Summer 1964
- The Hidden Hierarchy of Existence, Sunrise, Vol. 22, Feb. 1973[8].
- Aspects of Teilhardian Idolatry, Studies in Comparative Religion, Vol. 12, No. 3 & 4, 1978.
- Reflexes in the Language of the Notion of the "Self", Studies in Comparative Religion, Vol. 13, No. 1 & 2, 1979.
- Every Branch in Me, Sunrise August / September 1982 & Studies in Comparative Religion, Vol. 15, No. 3 & 4, Middlesex, 1983. Également publié  comme Every Branch in Me: Essays on the Meaning of Man, ed. Barry McDonald, Bloomington, 2002.
- The Three Circles of Existence, Studies in Comparative Religion, Vol. 17, No. 1 & 2, Middlesex, 1985[9].
- The Sun in the Tree, with Some Reflections on "Faith and Works", Religion of the Heart: Essays Presented to Frithjof Schuon on His Eightieth Birthday, eds. Seyyed Hossein Nasr et William Stoddart, Washington D.C., 1991[10].